# Enrico Ciccone
Enrico Ciccone, né le 10 avril 1970 à Montréal (Canada), est un hockeyeur retraité, un analyste sportif et un homme politique québécois, élu député de Marquette à l'Assemblée nationale du Québec sous la bannière du Parti libéral du Québec lors des élections générales du 1er octobre 2018.

## Biographie

### Vie privée
Il est le fils de Francine et d’Antonio Ciccone. En 1994, il épouse Natacha Clermont et le couple accueille leur premier enfant, Sean Anthony, le 24 octobre 1998. Dans les années 2000, le couple se sépare avant de se reformer quatre ans plus tard.

### Carrière de hockeyeur
Enrico Ciccone est un défenseur qui jouait avec rudesse et robustesse, pouvant parfois se battre avec ses adversaires.
Il a été choisi en 1990 lors du repêchage d'entrée dans la Ligue nationale de hockey par les North Stars du Minnesota. Il a joué pour les Capitals de Washington, Lightning de Tampa Bay, Blackhawks de Chicago, Hurricanes de la Caroline, Canucks de Vancouver et il a pris sa retraite en 2000 après une dernière saison avec les Canadiens de Montréal.

### Carrière politique
Le 8 août 2018, les médias annoncent que Ciccone devrait se présenter comme candidat pour le Parti libéral du Québec (PLQ) aux élections générales de 2018 mais sans mentionner de circonscription. Le 16 août, lors d'une conférence de presse dans l'arrondissement de Lachine à Montréal, le chef libéral et premier ministre sortant, Philippe Couillard, déclare Enrico Ciccone candidat libéral dans Marquette. Mais sa candidature se fait dans un climat malsain puisqu'il remplace François Ouimet, député libéral de la circonscription depuis 24 ans, forcé deux jours plus tôt, à la veille de son investiture, de céder son siège par le chef libéral qui lui avait pourtant assuré de signer son bulletin de candidature. Outrés, tous les membres, à une personne près, de l'exécutif de l'Association libérale de Marquette démissionnent, laissant à Ciccone la tâche de se bâtir une nouvelle équipe en vue de la campagne électorale.
De plus, Ciccone avoue avoir eu des discussions avec la Coalition avenir Québec pour une possible candidature sous la bannière de ce parti dans les Laurentides.
La circonscription étant un château fort libéral, il est tout de même élu le 1er octobre 2018 mais avec un peu plus de 4 000 voix de majorité alors que François Ouimet en avait obtenu plus de 15 600. Il devient le deuxième ex-hockeyeur de la Ligue nationale de hockey (LNH) à être élu député à l'Assemblée nationale du Québec. Le premier étant Philippe Lalonde, ancien boxeur professionnel poids-léger, joueur de crosse professionnel et gardien réserviste du Canadien de Montréal. Il fut député de 1952 à 1966.
Le 22 octobre 2018, le chef intérimaire du PLQ dévoile le cabinet fantôme de son aile parlementaire et nomme Ciccone comme porte-parole de l’opposition officielle en matière de sports, de loisirs et de saines habitudes de vie.

### Divers
- Avant de commencer sa carrière en tant que joueur de hockey professionnel, il a joué au football (soccer en Amérique du Nord) jusqu'à 17 ans et il fut même le gardien de but pour l'équipe junior du Canada.
- À Tampa Bay, il travaillait à la radio 98ROCK et a également fait quelques publicités à la télévision.
- Il a fait des apparitions dans la série télévisée francophone « Lance et compte IV » et dans les films Les Boys 2 et 4.

## Résultats électoraux
|                                                                                               | Nom                      | Parti            | Nombre de voix | %      | Maj.  |
| --------------------------------------------------------------------------------------------- | ------------------------ | ---------------- | -------------- | ------ | ----- |
|                                                                                               | Enrico Ciccone (sortant) | Libéral          | 12 255         | 46,7 % | 6 533 |
|                                                                                               | Marc Baaklini            | Coalition avenir | 5 722          | 21,8 % | -     |
|                                                                                               | Jérémy Côté              | Québec solidaire | 2 956          | 11,3 % | -     |
|                                                                                               | Sam Nassr                | Conservateur     | 2 395          | 9,1 %  | -     |
|                                                                                               | Stéphane Richard         | Parti québécois  | 2 114          | 8,1 %  | -     |
|                                                                                               | Shameem Jauffur          | Vert             | 682            | 2,6 %  | -     |
|                                                                                               | Félix Vincent Ardea      | Indépendant      | 100            | 0,4 %  | -     |
| Total                                                                                         | Total                    | Total            | 26 224         | 100 %  |       |
| Le taux de participation lors de l'élection était de 58,3 % et 294 bulletins ont été rejetés. |                          |                  |                |        |       |

|                                                                                               | Nom                | Parti               | Nombre de voix | %      | Maj.  |
| --------------------------------------------------------------------------------------------- | ------------------ | ------------------- | -------------- | ------ | ----- |
|                                                                                               | Enrico Ciccone     | Libéral             | 11 819         | 43 %   | 4 026 |
|                                                                                               | Marc Hétu          | Coalition avenir    | 7 793          | 28,3 % | -     |
|                                                                                               | Anick Perreault    | Québec solidaire    | 3 153          | 11,5 % | -     |
|                                                                                               | Carole Vincent     | Parti québécois     | 2 139          | 7,8 %  | -     |
|                                                                                               | Kimberly Salt      | Vert                | 1 111          | 4 %    | -     |
|                                                                                               | Olivia Boye        | Conservateur        | 599            | 2,2 %  | -     |
|                                                                                               | John Symon         | NPD Québec          | 596            | 2,2 %  | -     |
|                                                                                               | Patrick Desjardins | Citoyens au pouvoir | 150            | 0,5 %  | -     |
|                                                                                               | Roger Déry         | Indépendant         | 134            | 0,5 %  | -     |
| Total                                                                                         | Total              | Total               | 27 494         | 100 %  |       |
| Le taux de participation lors de l'élection était de 59,6 % et 366 bulletins ont été rejetés. |                    |                     |                |        |       |

## Statistiques
| Saison     | Équipe                     | Ligue      |     | Saison régulière | Saison régulière | Saison régulière | Saison régulière | Saison régulière |   | Séries éliminatoires | Séries éliminatoires | Séries éliminatoires | Séries éliminatoires | Séries éliminatoires |
| Saison     | Équipe                     | Ligue      | PJ  | B                | A                | Pts              | Pun              | PJ               | B | A                    | Pts                  | Pun                  |                      |                      |
| 1987-1988  | Cataractes de Shawinigan   | LHJMQ      | 61  | 2                | 12               | 14               | 324              | 11               | 0 | 0                    | 0                    | 36                   |                      |                      |
| 1988-1989  | Cataractes de Shawinigan   | LHJMQ      | 34  | 7                | 11               | 18               | 132              |                  |   |                      |                      |                      |                      |                      |
| 1988-1989  | Draveurs de Trois-Rivières | LHJMQ      | 24  | 0                | 8                | 8                | 157              | 2                | 0 | 0                    | 0                    | 4                    |                      |                      |
| 1989-1990  | Draveurs de Trois-Rivières | LHJMQ      | 40  | 4                | 24               | 28               | 227              | 3                | 0 | 0                    | 0                    | 15                   |                      |                      |
| 1990-1991  | Wings de Kalamazoo         | LIH        | 57  | 4                | 9                | 13               | 384              | 4                | 0 | 1                    | 1                    | 32                   |                      |                      |
| 1991-1992  | Wings de Kalamazoo         | LIH        | 53  | 4                | 16               | 20               | 406              | 10               | 0 | 1                    | 1                    | 58                   |                      |                      |
| 1991-1992  | North Stars du Minnesota   | LNH        | 11  | 0                | 0                | 0                | 48               |                  |   |                      |                      |                      |                      |                      |
| 1992-1993  | Wings de Kalamazoo         | LIH        | 13  | 1                | 3                | 4                | 50               |                  |   |                      |                      |                      |                      |                      |
| 1992-1993  | Canucks de Hamilton        | LAH        | 6   | 1                | 3                | 4                | 44               |                  |   |                      |                      |                      |                      |                      |
| 1992-1993  | North Stars du Minnesota   | LNH        | 31  | 0                | 1                | 1                | 115              |                  |   |                      |                      |                      |                      |                      |
| 1993-1994  | Pirates de Portland        | LAH        | 6   | 0                | 0                | 0                | 27               |                  |   |                      |                      |                      |                      |                      |
| 1993-1994  | Capitals de Washington     | LNH        | 46  | 1                | 1                | 2                | 174              |                  |   |                      |                      |                      |                      |                      |
| 1993-1994  | Lightning de Tampa Bay     | LNH        | 11  | 0                | 1                | 1                | 52               |                  |   |                      |                      |                      |                      |                      |
| 1994-1995  | Lightning de Tampa Bay     | LNH        | 41  | 2                | 4                | 6                | 225              |                  |   |                      |                      |                      |                      |                      |
| 1995-1996  | Lightning de Tampa Bay     | LNH        | 55  | 2                | 3                | 5                | 258              |                  |   |                      |                      |                      |                      |                      |
| 1995-1996  | Blackhawks de Chicago      | LNH        | 11  | 0                | 1                | 1                | 48               | 9                | 1 | 0                    | 1                    | 30                   |                      |                      |
| 1996-1997  | Blackhawks de Chicago      | LNH        | 67  | 2                | 2                | 4                | 233              | 4                | 0 | 0                    | 0                    | 18                   |                      |                      |
| 1997-1998  | Hurricanes de la Caroline  | LNH        | 14  | 0                | 3                | 3                | 83               |                  |   |                      |                      |                      |                      |                      |
| 1997-1998  | Canucks de Vancouver       | LNH        | 13  | 0                | 1                | 1                | 47               |                  |   |                      |                      |                      |                      |                      |
| 1997-1998  | Lightning de Tampa Bay     | LNH        | 12  | 0                | 0                | 0                | 45               |                  |   |                      |                      |                      |                      |                      |
| 1998-1999  | Lumberjacks de Cleveland   | LIH        | 6   | 0                | 0                | 0                | 23               |                  |   |                      |                      |                      |                      |                      |
| 1998-1999  | Lightning de Tampa Bay     | LNH        | 16  | 1                | 1                | 2                | 24               |                  |   |                      |                      |                      |                      |                      |
| 1998-1999  | Capitals de Washington     | LNH        | 43  | 2                | 0                | 2                | 103              |                  |   |                      |                      |                      |                      |                      |
| 1999-2000  | ESC Moskitos Essen         | DEL        | 14  | 0                | 4                | 4                | 101              |                  |   |                      |                      |                      |                      |                      |
| 2000-2001  | Citadelles de Québec       | LAH        | 2   | 0                | 0                | 0                | 22               |                  |   |                      |                      |                      |                      |                      |
| 2000-2001  | Canadiens de Montréal      | LNH        | 3   | 0                | 0                | 0                | 14               |                  |   |                      |                      |                      |                      |                      |
| Totaux LNH | Totaux LNH                 | Totaux LNH | 374 | 10               | 18               | 28               | 1 469            | 13               | 1 | 0                    | 1                    | 48                   |                      |                      |

## Transactions en carrière
Voici la liste des échanges auxquels Ciccone a participé au cours de sa carrière : 
- 20 juin 1993, échangé à Washington par Dallas, pour Paul Cavallini.
- 21 mars 1994, échangé à Tampa Bay par Washington, avec un choix de 3e tour pour Joe Reekie.
- 20 mars 1996, échangé à Chicago par Tampa Bay, avec un choix de 2e tour pour Igor Ulanov et Patrick Poulin.
- 25 juillet 1997, échangé en Caroline par Chicago, pour un choix de 5etour.
- 3 janvier 1998, échangé a Vancouver par la Caroline, avec Sean Burke et Geoff Sanderson pour Kirk McLean et Martin Gelinas.
- 14 mars 1998, échangé à Tampa Bay par Vancouver, pour Jamie Huscroft.
- 28 décembre 1998, échangé a Washington par Tampa Bay contre de l'argent.
- 7 juillet 2000, engagé comme agent libre par Montréal.
- 8 décembre 2000, annonce officiellement sa retraite.

Ennuyé par des blessures dès le début de sa saison avec les Canadiens de Montréal, Enrico Ciccone n'a participé qu'à trois rencontres au cours de sa dernière saison.
Après sa retraite de joueur, Enrico Ciccone travaille pour l'agent de joueurs de hockey Gilles Lupien, Sports Prospects Inc dont le patron, un ancien joueur de hockey de la Ligue nationale de hockey.